# Oxia Planum
Oxia Planum es una llanura (planum) de la superficie de Marte.

## Características
Se trata de una cuenca situada junto al desagüe del sistema fulvial Cogoon Vallis, dentro del cuadrante Oxia Palus (MC-11). Presenta morfologías fluvio-deltaicas con evidencias de depósitos fluviales. El emplazamiento fue seleccionado entre los dos lugares candidatos para el amartizaje de la misión ExoMars 2020.